# Стэк, Ли Оливер Фитцморрис
Генерал-майор Сэр Ли Оливер Фитцморрис Стэк (15 мая 1868 — 19 ноября 1924) — британский офицер и генерал-губернатор англо-египетского Судана.

## Ранняя жизнь
Родился в Дарджилинге, Британская Индия, Ли Стэк был сыном британского генерального инспектора полиции в Бенгалии. Он получил образование в Клифтон-колледже и в Королевской военной академии в Сандхерсте.

## Карьера
После службы в британской армией майор Ли Стак был командирован в Египетскую армию в 1899 году. Помимо полковых назначений, он служил военным секретарем генерала Реджинальда Уингейта. Он получил Орден Османие от Хедива Египта в 1902 году. Стэк покинул армию в 1910 году, а затем занял должность Гражданского секретаря Судана в 1913 году, переехав в Хартум. В начале Первой мировой войны в 1914 году ему было присвоено звание подполковника, а в 1917 году генерал-майора, когда он стал Сирдаром египетской армии, объединив эту должность с назначением генерал-губернатором Судана.

## Убийство
19 ноября 1924 года сэр Ли Стэк в сопровождении помощника выехал из египетского военного ведомства в Каире в свою официальную резиденцию. Его машина остановилась в пробке, когда несколько египетских студентов, находясь на тротуаре, выпустили серию выстрелов из револьверов в автомобиль. Водитель Фредерик Гамильтон Март, хотя и получил ранения, смог увести автомобиль подальше от стрельбы и добраться до резиденции британского Верховного комиссара в Египет. Сам Сирдар получил три пулевых ранения и скончался на следующий день.

## Последствия
Англичане молниеносно ответили, требуя от египетского правительства публичные извинения, расследование нападения, подавление демонстраций и выплату большого штрафа. Кроме того, они потребовали вывода всех египетских офицеров и подразделений египетской армии из Судана, увеличения масштабов ирригации в Гезире и законов защиты иностранных инвесторов в Египте.
Семь человек, осужденных за участие в убийстве, были казнены в 1925 году. Несколько человек были идентифицированы водителем такси, автомобиль которого они захватили, чтобы сбежать с места происшествия. Орудия убийства были идентифицированы с помощью новаторского способа исследования пули в судебной медицине.
После смерти Ли Стэка, его пост в январе 1925 года занял сэр Джеффри Арчер, бывший Губернатор Уганды.

## Награды
Государственные
- Орден Святого Михаила и Святого Георгия степени компаньона (22 июня 1914)[8].
- Орден Британской империи степени рыцаря-командора (1 января 1918)[9].
- Орден Британской империи степени рыцаря Большого креста (2 июня 1923)[10]

Иностранные
- Орден Османие 3-го класса (Османская империя, 22 сентября 1902)[11].
- Орден Меджидие 3-го класса (Османская империя, 23 марта 1911)[12].
- Орден Нила 1-го класса (Султанат Египет, 28 марта 1919)[13].
- Орден Возрождения 1-го класса (Королевство Хиджаз, 8 марта 1920)[14].